# Drapeau du Guatemala
Le drapeau du Guatemala est la pièce d'étoffe de la République du Guatemala. Adopté en 1871, il est composé de trois bandes verticales, bleu ciel et blanche (milieu). Le bleu symbolise l'océan Pacifique et l'océan Atlantique qui bordent le pays et le blanc signifie la pureté des valeurs du pays.
Cette disposition reprend celle du drapeau des Provinces unies d'Amérique centrale, bien qu'il fût disposé horizontalement.
Au centre est frappée une couronne de rameaux d'olivier entourant deux fusils Remington Springfield model 1871 (en) avec baïonnettes et deux sabres en croix. Un parchemin est surimprimé portant la mention Libertad 15 de SEPTIEMBRE de 1821 lui-même surmonté d'un quetzal. L'oiseau est le symbole de la liberté, le 15 septembre 1821 est la date d'indépendance de l'Amérique centrale obtenue de l'Espagne. Les fusils indiquent la volonté du pays de se défendre par la guerre si nécessaire, les sabres symbolisent l'honneur et les branches d'oliviers la paix
.
Il s'agit d'un des rares drapeaux nationaux d'États membres de l'ONU arborant des fusils, il y a entre autres le drapeau du Mozambique, qui arbore un AK-47 depuis 1975, celui d’Haïti, avec six fusils à baïonnettes depuis 1859 ou encore celui de l'État de Bolivie, avec quatre fusils à baïonnettes depuis 1851.

Drapeau du Président.

## Anciens drapeaux

Drapeau des Provinces-Unies d'Amérique centrale 1823-1824.
Drapeau de la République fédérale d'Amérique centrale 1825-1839.
1825-1838 (au sein de la République fédérale d'Amérique centrale).
1838-1843.
1843-1851.
1851-1858.
1858-1871.
1871-1968.
1968-1997.